# هنان ایرلاینز
هنان ایرلاینز (به انگلیسی: Henan Airlines) یک شرکت هواپیمایی با کد یاتا VD است که در تاریخ ۲۰۰۶ میلادی تأسیس شده است. دفتر مرکزی هنان ایرلاینز در ژنگژو، چین واقع شده‌است و قطب این شرکت هواپیمایی در فرودگاه بین‌المللی ژنگژو سین‌ژنگ قرار دارد.